# Wilhelm Boger
Wilhelm Friedrich Boger (ur. 19 grudnia 1906 w Zuffenhausen, zm. 3 kwietnia 1977 w Bietigheim-Bissingen) – zbrodniarz nazistowski, członek załogi obozu koncentracyjnego Auschwitz-Birkenau i SS-Oberscharführer.

## Życiorys
W 1929 r. wstąpił NSDAP (nr identyfikacyjny 153652) i SA, a w 1930 do SS (nr identyfikacyjny 2779). W 1933 roku, po wstąpieniu do SS, został powołany do policji pomocniczej. W roku 1937 dostał awans na stanowisko komisarza kryminalnego, a w 1939 przeniesiony do regionalnej placówki Gestapo w Ciechanowie.
Po rozpoczęciu II wojny światowej Boger pełnił funkcję szefa Gestapo w Ostrołęce (okupowana Polska). 1 grudnia 1942 został skierowany do Auschwitz i pełnił tam służbę jako członek personelu obozowego. Do stycznia 1945 był funkcjonariuszem Wydziału Politycznego (Politische Abteilung) Gestapo sprawując między innymi stanowisko zastępcy szefa Maxa Grabnera. Boger, jeden z największych katów obozowych, otrzymał od więźniów przydomek „Krzycząca Śmierć”. Wiązało się to zarówno z jego sadyzmem, jak i faktem, że nieustannie krzyczał na swoje ofiary. Był głównym specjalistą od tortur i przesłuchiwań w Oświęcimiu. To on był twórcą osławionego narzędzia tortur, tzw. „huśtawki Bogera”. Boger należał także do głównych wykonawców egzekucji na więźniach i jeńcach radzieckich (m.in. przy Czarnej Ścianie przy bloku 11). Uczestniczył także w zabijaniu Żydów w komorach gazowych Brzezinki. Brał udział w marszu śmierci z KL Auschwitz do stacji kolejowej Wodzisławiu Śląskim.

### Okres powojenny
Aresztowany pod koniec wojny przez wojska amerykańskie, zbiegł podczas ekstradycji do Polski. Do 1958 r. Boger żył spokojnie, pod własnym nazwiskiem, w RFN. Ostatecznie jednak w 1958 r. został aresztowany przez władze zachodnioniemieckie i następnie osądzony przez sąd we Frankfurcie nad Menem w drugim procesie oświęcimskim (1963–1965). Został uznany za winnego bezpośredniego zamordowania 144 ludzi, współudziału w kolejnych 10 morderstwach i pomocnictwa w zabójstwie ok. 1000 osób. Boger skazany został na karę dożywocia plus dodatkowe 15 lat pozbawienia wolności oraz utratę praw obywatelskich. Był to jeden z dwóch najwyższych wyroków w procesie. Zmarł w szpitalu więziennym w 1977 r.